# Евразийский банк развития
Евразийский банк развития (ЕАБР) (англ. Eurasian Development Bank, EDB) — международная финансовая организация, осуществляющая инвестиционную деятельность направленную на развитие экономик, торгово-экономических связей и интеграционных процессов в странах евразийского региона. Создана в 2006 году.
Штаб-квартира Банка находится в Алма-Ате (Казахстан). ЕАБР имеет филиал в Санкт-Петербурге, представительства в Астане, Бишкеке, Душанбе, Ереване, Минске, Москве.
Полпредом России в совете Евразийского банка с 2012 по 2023 год был А. Г. Силуанов.

## История создания
Евразийский банк развития создан по инициативе президентов России и Казахстана 12 января 2006 года. Официально банк начал свою деятельность в июне 2006 года.
В 2009 году список участников ЕАБР был расширен. В него вошли Республика Армения и Республика Таджикистан. В 2010 году к Банку присоединилась Республика Беларусь, а в 2011 году — Киргизская Республика. К Соглашению об учреждении Банка могут присоединяться другие государства и международные организации.
В январе 2013 года Организация экономического сотрудничества и развития признала Евразийский банк развития в качестве многосторонней финансовой организации.
В августе 2022 авторитетное издание Bloomberg сообщило, что Россия планирует сократить свою долю в Евразийском банке развития менее чем до половины. Сейчас РФ владеет 44,79 % акций ЕАБР. Отмечается, что Россия пойдет на этот шаг, чтобы обезопасить банк от санкций. При этом Казахстан может стать контролирующим акционером банка.

## Государства-участники
В настоящее время в состав банка входят 6 стран. По размеру оплаченного капитала (по состоянию на январь 2023) основными акционерами являются:
- Российская Федерация (44,79 %)
- Казахстан (37,29 %)
- Беларусь (5,21 %)
- Таджикистан (4,26 %)
- Кыргызстан (4,23 %)
- Армения (4,23 %)
- Узбекистан

## Миссия и стратегия ЕАБР
Миссия ЕАБР заключается в содействии развитию рыночной экономики государств — участников банка, их экономическому росту и расширению торгово-экономических связей между ними путём осуществления инвестиционной деятельности.
Актуальная Стратегия ЕАБР на 2022—2026 годы предусматривает следующие направления развития деятельности:
- Усиление уникальной интеграционной роли Банка на пространстве ЕАЭС+. Совокупный объем инвестиций Банка составит 10,9 млрд долларов;
- Реализация интеграционных мегапроектов в области транспортной инфраструктуры и логистики, продовольственной безопасности, водного хозяйства и энергетики: Евразийский транспортный коридор, Евразийская товаропроводящая сеть, Водно-энергетический комплекс Центральной Азии;
- Развитие цифровых проектов ЕАБР с фокусом на поддержку реализации цифровых повесток стран — участниц Банка с целью их цифровой трансформации;
- Содействие достижению целей в области устойчивого развития ООН и использование подходов ESG в корпоративном управлении Банка. Расширение объёмов финансирования «зелёных» и «социальных» проектов;
- Активизация деятельности в странах миноритарных акционеров ЕАБР. Для каждой страны-участницы банка разработаны 5-летние стратегии, учитывающие их экономические и инвестиционные особенности. Размер инвестиций в Армении, Кыргызстане, Таджикистане к 2026 году планируется нарастить до 500 млн долларов[11][12].

## Деятельность
Деятельность Евразийского банка развития в евразийском регионе заключается в финансировании инвестиционных проектов, влияющих на повышение качества жизни и развитие бизнес- и финансовой среды в странах путём кредитования государственных или частных предприятий, государственно-частных партнёрств (ГЧП), участии в уставном капитале организаций, выпуске гарантий, финансировании частных инвестиционных фондов, займах коммерческим банкам для кредитования предприятий и т. д. Также банк реализует проекты цифровой трансформации на пространстве ЕАЭС+, осуществляет финансирование банков, компаний и предприятий, инвестируя как в новые проекты, так и в развитие действующих, поддержку инвестиционных проектов на стадии подготовки.
Основную долю в портфеле ЕАБР занимают проекты в сферах транспортной инфраструктуры, цифровых систем, зелёной энергетики, сельского хозяйства, промышленности и машиностроения.
С участием и при финансировании ЕАБР, в том числе, реализованы следующие проекты:
- Реконструкция терминала аэропорта Алматы (Казахстан)[13];
- Строительство Большой Алматинской кольцевой автодороги (Казахстан)[14];
- Строительство терминала аэропорта Туркестан (Казахстан)[15];
- Строительство магистрального газопровода «Сарыарка» (Казахстан)[16];
- Система «умного» освещения г. Атырау (Казахстан)[17];
- Строительство Центральной кольцевой автомобильной дороги (Россия)[18];
- Строительство ветропарка «Азовская ВЭС» (Россия)[19];
- Строительство Западного скоростного диаметра (Россия)[20];
- Полное обновление пассажирского парка вагонов национального железнодорожного перевозчика Армении ЮКЖД (Армения)[21];
- Финансирование целевых программ Российского-Кыргызского Фонда развития[22];
- Строительство Полоцкой ГЭС на реке Западная Двина (Беларусь)[23];
- Финансирование строительства и эксплуатации ГЭС «Куланак» в Кыргызской Республике[24].

### Фонд цифровых инициатив
Фонд цифровых инициатив Евразийского банка развития (ФЦИ ЕАБР) учрежден 30 июня 2020 года. Цель фонда — поддержка государств участников ЕАБР в процессе цифровой трансформации. Фонд осуществляет финансирование как в рамках проектного финансирования, так и на грантовой основе.
Сферы реализации цифровых проектов: здравоохранение, торговля, государственное управление, культура, туризм, спорт, образование, экология, энергетика, защита окружающей среды, защита данных, транспорт, логистика, промышленность, сельское хозяйство, рынок труда и миграции, а также финансовые технологии и «умные города».
Первым собственным проектом ФЦИ ЕАБР стало мобильное приложение «Путешествую без COVID-19». Приложение помогает пользователям безопасно перемещаться между странами в условиях пандемии коронавирусной инфекции. Функции приложения позволяют получать, хранить и демонстрировать актуальные результаты ПЦР-тестов, информацию о прохождении вакцинации.

### Техническое содействие
Фонд технического содействия — инструмент, с помощью которого ЕАБР проводит экспертизу и оказывает поддержку проектам, находящимся на стадии подготовки, снимая тем самым дополнительную нагрузку на потенциального заёмщика и сокращая сроки подготовки проектной документации.
Фонд осуществляет свою деятельность по трем программам: техническое содействие при подготовке инвестиционных проектов, техническое содействие по расширению инвестиционной деятельности банка, субсидирование процентной ставки по инвестиционным проектам.

### Информационно-аналитическая деятельность
Становление Банка в качестве авторитетного аналитического центра обусловлено серьёзной работой, проводимой им в этом направлении. ЕАБР реализует крупные исследовательские и прикладные проекты, готовит доклады и рекомендации правительствам государств участников по проблемам региональной экономической интеграции, регулярно организует конференции и круглые столы, публикует на регулярной основе отраслевые и тематические аналитические обзоры, макроэкономические материалы с анализом проблем и прогнозами экономического развития стран региона, а также информационные материалы, отражающие события региональной интеграции, деятельность банков развития и финансирование инвестиционных проектов на пространстве ЕАЭС+.
В 2021 году аналитики ЕАБР выпустили исследования: Международный транспортный коридор «Север — Юг»: создание транспортного каркаса Евразии; Мониторинг взаимных прямых инвестиций 12 государств (стран СНГ и Грузии); Инвестиции в водно-энергетический комплекс Центральной Азии; Узбекистан и ЕАЭС: перспективы и потенциальные эффекты экономической интеграции.

### Привлечение финансовых ресурсов
ЕАБР активно работает с финансовыми институтами по привлечению долгосрочных ресурсов на рынках капитала, которые являются основным источником финансирования инвестиционной деятельности Банка.
Инструменты рыночного привлечения средств:
- еврооблигации в рамках программы EMTN;
- облигации на местных рынках;
- ценные бумаги в рамках программы ECP;
- двусторонние банковские займы.

### Международное сотрудничество
Для создания благоприятных условий деятельности Банка как на международной арене, так и в государствах участниках ЕАБР сотрудничает с другими международными организациями, национальными и международными институтами развития, научными и общественными организациями, объединениями и ассоциациями.
Банк имеет статус:
- наблюдателя в Генеральной Ассамблее ООН (с 2007 года)[35];
- наблюдателя в Евразийской группе по противодействию легализации преступных доходов и финансированию терроризма (ЕАГ) (с 2008 года)[36];
- наблюдателя в Совете по торговле и развитию ЮНКТАД ООН;
- наблюдателя в Международном инвестиционном банке (с 2014 года).

ЕАБР является:
- членом Казахстанской фондовой биржи (KASE), International Capital Market Association (ICMA), International Swaps and Derivatives Association (ISDA)[37];
- участником рабочей группы международных институтов развития по экологическим и социальным стандартам (с 2012 года)[38].
- сотрудничает с Всемирным экономическим форумом (WEF) (с 2014 года);
- в 2023 году стал поддерживающей организацией UNEP FI[39].

### Рейтинги
- Рейтинговое агентство АКРА в 2019 году присвоило банку рейтинговую оценку AAA(RU) со стабильным прогнозом по национальной шкале и A- по международной. Оба рейтинга ежегодно подтверждаются без изменений (2020—2025)[40].
- Рейтинговое агентство China Chengxin Internedit Rating Co. (CCXI) (англ. China Chengxin International) в 2023 году присвоило банку рейтинг AAA по национальной шкале. В 2024 году этот рейтинг был подтверждён и присвоен рейтинг A-g по международной шкале.

## Финансовые показатели
Уставный капитал ЕБР составляет 7 млрд долларов, в том числе оплаченный — 1,5 млрд долларов и капитал до востребования — 5,5 млрд долларов.
Объем текущего инвестиционного портфеля по состоянию на 1 июня 2024 года составлял 4,8 млрд долларов и включал 78 проектов во всех государствах-участниках банка. В стадии финансирования — 78 проектов.

## Экологическая и социальная ответственность
В 2012 году Правление банка утвердило «Политику экологической и социальной ответственности», цель которой — снизить негативные последствия от реализации проектов, финансируемых ЕАБР. Среди инвестиционных проектов банка есть проекты, направленные на охрану окружающей среды, социально-экономическое развитие, повышение эффективности использования природных ресурсов. Также в 2012 году Банк присоединился к рабочей группе Международных институтов развития по экологии.
В 2019 году руководство банка заявило, что ЕАБР планирует сосредоточиться на экологических проектах, прежде всего, в сфере электроэнергетики и возобновляемых источников энергии.
В 2020 году банк стал акционером Центра зелёных финансов МФЦА, созданного для развития и продвижения зелёных финансов в Казахстане и регионе Центральной Азии. Центр оказывает помощь потенциальным эмитентам, инвесторам и игрокам рынка по вопросу подготовки к выпуску зелёных облигаций на Бирже МФЦА.
За период с 2017 по 2020 годы ЕАБР профинансировал проекты возобновляемых источников энергии на сумму более 540 млн долл. общей установленной мощностью около 500 МВт. В 2020 году утверждена Программа банка по ВИЭ на 2020—2024 годы. Объем финансирования составит до 600 млн долларов, мощность — 500 МВт. К 2024 году банк планирует довести финансирование проектов ВИЭ до 1 млрд долларов.
В 2021 году ЕАБР профинансировал строительство Азовской ВЭС, которая стала первой ветровой электростанцией Единой энергетической системы России, на которой внедрена технология дистанционного управления как активной, так и реактивной мощностью генерирующего оборудования.
В 2021 году банк выпустил документ «Политика Евразийского банка по выпуску „зелёных“ и социальных долговых инструментов».
В сентябре 2021 года банк выпустил «зелёные» облигации на Казахстанской фондовой бирже (KASE), соответствующие международным принципам и включённые аккредитованным верификатором (АКРА) в реестр ICMA. А в ноябре — социальные облигации под проекты, реализуемые в Республике Казахстан.
В декабре 2021 ЕАБР совместно с Ассоциацией «Глобальная энергия» выпустил исследование «Чистые технологии для устойчивого будущего Евразии», посвящённое поиску решения содействия снижению углеродного следа в Евразии.
Банк также участвует в развитии транспортных коридоров на территории Евразийского пространства. Принятые в этом направлении решения позволят сократить выбросы СО2 при перевозках по оси Китай-ЕАЭС-Евросоюз в 2 раза.
ЕАБР разрабатывает концепцию развития водно-энергетического комплекса центральноазиатского региона. Реализация экономического гидропотенциала стран региона позволит сократить выбросы СО2 на 5 млн тонн в год, а повышение эффективности ирригационного комплекса позволит минимизировать климатические риски для стран Центральной Азии. В стратегии банка на 2022—2026 годы в качестве приоритетного направления работы обозначены экология и ресурсоэффективность. Каждый проект проходит внутреннюю экспертизу на углеродный след.

## Руководство
Управление банком осуществляют совет банка, правление банка и председатель правления банка.
Высшим органом управления является совет банка, осуществляющий общее руководство его деятельностью. Каждый участник банка назначает в совет банка одного полномочного представителя и его заместителя, которые являются членами совета банка.
Постоянно действующим коллегиальным исполнительным органом является правление банка, деятельность которого регламентируется советом банка.
Председатель правления ЕАБР — Николай Подгузов.